# Het Surinaamse Legioen
Het Surinaamse Legioen is een Nederlandse-Surinaamse documentaire van Hans Heijnen uit 2004. De documentaire is ontstaan na het verschenen boek van journalist-presentator Humberto Tan "Het Surinaamse Legioen" uit 2000.

## Synoposis
De documentaire laat door middel van interviews en portretten zien hoe het voormalige Surinaamse profvoetballers in de Nederlandse competitie is vergaan in de periode 1954-2000. De Dominee Graafland had het idee opgevat om Surinaamse voetballers in de jaren 50 (1950-1959) naar Nederland te halen, Humphrey Mijnals was de eerste die zich bij het Nederlandse Elinkwijk meldde en kreeg er te maken met een kritisch publiek. Kort daarna meldde zich ook Frank Mijnals, Erwin Sparendam, Michel Kruin en Charley Marbach in het Nederlands voetbal.
Een tweede generatie profvoetballers van Surinaamse afkomst maakte furore in de jaren 80 (1980-89) met Gerald Vanenburg, Ruud Gullit en Frank Rijkaard die allen een dubbelzinnige band hebben met Suriname. De derde generatie met Edgar Davids, Clarence Seedorf en Patrick Kluivert zijn via hun ouders nog verbonden met het land
Ook worden de Suriprofs gevolgd in de zomer van 2003 die in Suriname een toernooi komen spelen onder coach Stanley Menzo. De ploeg werkt een training in de jungle af, bezoekt een ziekenhuis en wordt ontvangen door president Ronald Venetiaan. De film belicht het omgaan met elkaar in een groep en of de spelers nog een band hebben met het land Suriname.